# Phyllanthus subapicalis
Phyllanthus subapicalis är en emblikaväxtart som beskrevs av Eugene Jablonszky. Phyllanthus subapicalis ingår i släktet Phyllanthus och familjen emblikaväxter.

## Underarter
Arten delas in i följande underarter:
- P. s. sequoiifolius
- P. s. subapicalis